# Seznam ředitelů Ústavu soudního inženýrství Vysokého učení technického v Brně
Toto je seznam ředitelů Ústavu soudního inženýrství Vysokého učení technického v Brně.
1. Ing. Jiří Smrček (1965–1979, do roku 1970 Pracoviště soudního inženýrství, od roku 1970 Ústav soudního inženýrství)
2. prof. Ing. Albert Bradáč, DrSc. (1979–2012)
3. doc. Ing. Robert Kledus, Ph.D. (2012–2014)
4. doc. Ing. Aleš Vémola, Ph.D. (2014–2020)
5. prof. Ing. Karel Pospíšil, Ph.D., LL.M. (od 2021)[2]